# 立陶宛安全警察
立陶宛安全警察又稱索古馬斯（Saugumas），為第二次世界大戰時納粹德國佔領立陶宛期間（1941年－1944年），當地與納粹合作者組成的安全警隊，與德國安全警察和親衛隊保安處合作，受安全警察下的刑事警察（Kripo）直接指揮，參與執行立陶宛猶太人大屠殺、鎮壓波蘭反抗運動與地下共產黨運動。鄰國愛沙尼亞與拉脫維亞皆無類似與納粹合作的當地組織。戰後立陶宛安全警察的成員後多逃至德國。

## 背景
納粹德國進攻蘇聯時立陶宛爆發六月起義，右翼反蘇的立陶宛民族主義者建立立陶宛臨時政府，恢復戰前立陶宛的政府機關，其中包括國安、警察與獄政部門 ，並呼籲過去在政府工作者（許多被蘇聯關押）重返崗位。然而德國並不打算給予立陶宛自治權，臨時政府於8月解散，但德國佔領當局沿用了臨時政府的一些治安部門，將國安部門改組為立陶宛安全警察，1942年與刑事警察部門合併為立陶宛安全與刑事警察。

## 組織
立陶宛安全警察由阿勃維爾成員史塔西斯·琴庫斯領導，總部位於考那斯，組織約有400名成員，其中250人派駐於考那斯，約130人派駐維爾紐斯，許多成員曾參加法西斯組織鐵狼，相較之下納粹安全警察有和保安處有約112人派駐考那斯，40人派駐維爾紐斯。立陶宛安全警察有考那斯、維爾紐斯、希奧利艾、烏克梅爾蓋、馬里揚泊列與帕內韋日斯六個地方分部，每個地方分部下轄保安、行政、情報、共產黨、波蘭人、少數族裔與偵查等七個委員會。